# Efebofilija
Izraz efebofilija se koristi kako bi se označila nečija primarna ili eksluzivna privlačnost prema osobama koje su nalaze u kasnim fazama adolescencije, odnosno u dobi od 15-19 godina.
Izraz dolazi od grčke riječi έφηβος (efeb) i φιλία (philia) "ljubav".
Vrlo često se miješa s hebefilijom, odnosno sklonošću prema adolescentima u pubertetu. Kolokvijalno se još češće povezuje s pedofilijom.
Stav društva prema prakticiranju efebofilije varira od države do države, odnosno zakonima koji određuju dob u kojoj osoba postiže spolnu zrelost.